# Бродівська районна бібліотека для дітей
Бродівська районна бібліотека для дітей — інформаційний, культурний, освітній заклад міста Броди Львівської області.

## Історія бібліотеки
Бродівська районна бібліотека для дітей розпочала свою діяльність з 5 березня 1947 року. До 1947 року дитячий відділ був при бібліотеці для дорослих у приміщенні районного Будинку культури, з якої було виділено 497 дитячих книжок і обслуговувалось лише 70 читачів — дітей. Бібліотекарі на чолі з завідувачкою районної дитячої бібліотеки Оленою Лихошва активізували роботу з популяризації літератури і по залученню дітей до читання. В результаті цього на кінець 1947 року книжковий фонд становив 4000 книг, а до читання було залучено 760 дітей.
З 1980 років районна бібліотека для дітей є структурним підрозділом Бродівської централізованої бібліотечної системи. 
У 1960-х роках районна бібліотека для дітей переноситься в окреме  просторе приміщення загальною площею 200 м².
Щороку бібліотеку відвідують понад 2000 читачів.

## Структура бібліотеки
- відділ обслуговування дітей дошкільного віку та учнів 1-4 класів;
- відділ обслуговування учнів 5-9 класів;
- читальний зал;
- інтернет-центр.

Читачів бібліотеки обслуговує 4 працівників зі спеціальною бібліотечною освітою. 

## Фонд бібліотеки
Фонд бібліотеки налічує понад 26 тис. примірників пізнавальної, довідково-енциклопедичної, художньої, краєзнавчої літератури та періодичні видання.